# Michail Sergejewitsch Woskressenski

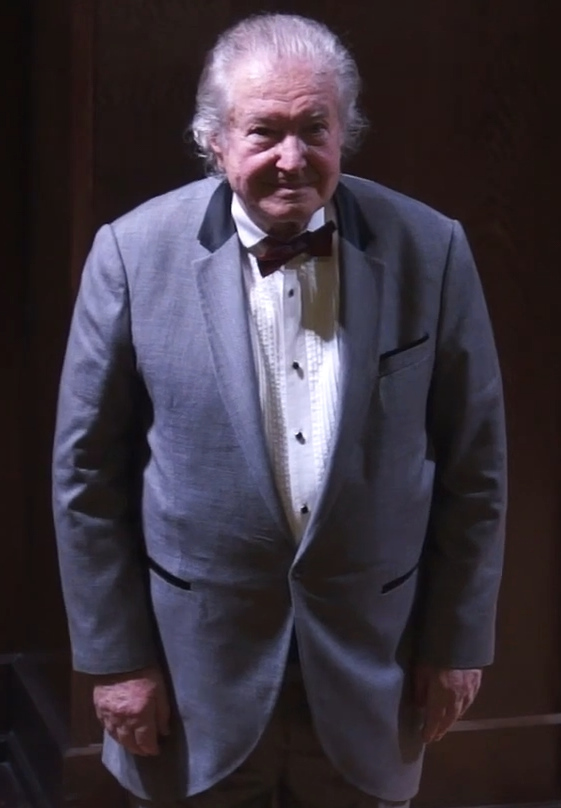
Michail Sergejewitsch Woskressenski (März 2021)

Michail Sergejewitsch Woskressenski (russisch Михаил Сергеевич Воскресенский; auch Mikhail Voskresensky; * 25. Juni 1935 in Berdjansk, Ukrainische Sozialistische Sowjetrepublik, Sowjetunion) ist ein international tätiger russischer Pianist und Musikprofessor.

## Leben
Woskressenski besuchte das Moskauer Konservatorium und wurde von Lew Nikolajewitsch Oborin ausgebildet, der selbst erster Preisträger beim ersten Chopin-Wettbewerb 1927 in Warschau war. Woskressenski belegte 1956 beim ersten Robert-Schumann-Wettbewerb, damals noch in Berlin, zusammen mit der polnischen Pianistin Lidia Grychtołówna den dritten Platz. Ebenso einen 3. Preis errang er beim ersten Van Cliburn International Piano Competition 1962 in Fort Worth, Texas, USA. Im Jahre 1957 war er der Solist bei der ersten Aufführung des Zweiten Klavierkonzerts opus 102 von Dmitri Dmitrijewitsch Schostakowitsch außerhalb der Sowjetunion. Dieses Konzert fand im Rahmen des Prager Frühlings statt, und der Komponist war persönlich anwesend.
1966 wurde Woskressenski mit dem Ehrentitel Verdienter Künstler der RSFSR und 1989 mit dem Titel Volkskünstler der RSFSR ausgezeichnet.
Woskressenski war bis 2022 Klavierprofessor am Moskauer Konservatorium und in den Jahren 2001 bis 2004 Gastprofessor an der japanischen Toho Gakuen School of Music in Chōfu bei Tokio. Ferner ist er „Artist-in-Residence“ an der Juilliard School in New York.
2011 war Woskressenski Juror beim XIV. Internationalen Tschaikowski-Wettbewerb in Moskau.
2022 emigrierte er von Russland in die Vereinigten Staaten, weil er, wie er erklärte, die militärische Aggression Russlands gegen die Ukraine ablehne.

## Repertoire
Zu Woskressenskis Repertoire gehören die 32 Beethoven-Klaviersonaten, sämtliche  Werke von Chopin und mehr als 50 Klavierkonzerte. Er arbeitete mit Quartetten wie dem Borodin-Quartett und Dirigenten wie Charles Dutoit, Kurt Masur und Franz Konwitschny zusammen.